# Diffusione dell'HIV/AIDS in Africa

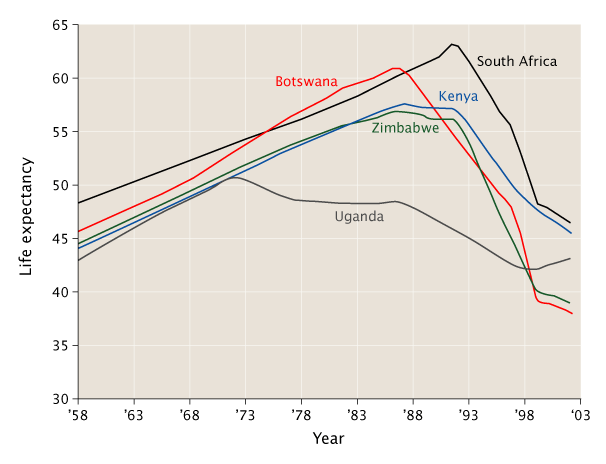
Diminuzione dell'aspettativa di vita in alcuni dei paesi africani più colpiti dall'epidemia di AIDS

La diffusione dell'HIV, virus responsabile dell'endemia di AIDS, in Africa, avviene in modi molteplici e di diversa natura. L'Africa è il continente più colpito dal virus, ma non per questo si può parlare di una singola epidemia africana. Nonostante solamente il 12% della popolazione mondiale viva in Africa, si stima che ben il 60% delle persone malate di AIDS viva nel continente. La combinazione di HIV e tubercolosi è la maggior causa di morti tra gli infetti nei paesi subsahariani; ma questa combinazione di virus non è assolutamente limitata all'Africa: la tubercolosi è la malattia infettiva che uccide il maggior numero di donne in età riproduttiva nel mondo, e il maggior numero di persone affette da HIV o AIDS.

## Contesto sociopolitico
I fattori che contribuiscono alla diffusione del virus dell'HIV sono molti. Come prima cosa, l'ammissione di usare preservativi e di essere stati infettati porta con sé una stigma sociale. Inoltre, molti rifiutano il fatto che il virus dell'HIV sia la causa dell'AIDS: Thabo Mbeki e Robert Mugabe hanno entrambi suggerito che l'AIDS venga contratta attraverso povertà e malnutrizione. Se questo non fosse sufficiente, sono nate numerose leggende metropolitane riguardanti l'uso di preservativi, per esempio alcuni pensano che questo metodo contraccettivo sia stato prodotto allo scopo di limitare la crescita delle popolazioni africane e che l'uso dei preservativi deprivi l'uomo della sua tradizionale virilità nel contesto della sua comunità. Nei 35 paesi africani con la più alta diffusione di infezioni, l'aspettativa di vita media è di 48.3 anni - 6.5 anni in meno di quanto sarebbe in assenza di HIV e AIDS. Negli 11 paesi dove la diffusione del virus è al di sopra del 13%, l'aspettativa di vita è 47.7 anni - 11.0 anni in meno di quanto sarebbe senza le infezioni.
| Area | Diffusione di HIV tra adulti (15-49 anni) | Totale casi di HIV | Morti attribuite ad AIDS nel 2016 |
| --- | ----------------------------------------- | ------------------ | --------------------------------- |
| Africa subsahariana | 6,1%                                      | 24,5 milioni       | 2 milioni                         |
| Mondiale | 1,0%                                      | 38,6 milioni       | 2,8 milioni                       |
| Nord America | 0,55%                                     | 1,3 milioni        | 27.000                            |
| Europa Occidentale | 0,3%                                      | 5,8 milioni        | 12.000                            |
| Comparazioni regionali di HIV nel 2005 (Fonte: UNAIDS, 2006 Report on the global AIDS epidemic. URL consultato il 20 settembre 2017 (archiviato dall'url originale il 12 luglio 2006).) |                                           |                    |                                   |

I governi di numerosi paesi subsahariani hanno incominciato a cercare una soluzione al problema dopo averlo ignorato per anni. La porzione dei fondi allocati per la sanità in Africa, è sempre stata meno di quanto servisse, sia prima che dopo l'indipendenza delle varie nazioni africane. Il sistema sanitario che molti paesi hanno ereditato dall'era del colonialismo è indirizzato più verso la cura delle malattie, che verso la prevenzione. Robusti programmi di prevenzione sono fondamentali per diminuire le infezioni di HIV a livello nazionale, ma i cambiamenti necessari per spingere il sistema sanitario in questa direzione sono enormi e difficili. La mancanza di fondi è la difficoltà più ovvia e apparente, nonostante si stia cercando di distribuire aiuto umanitario per i paesi in via di sviluppo con molte infezioni da HIV e AIDS.
L'Africa è inoltre afflitta da una mancanza di infrastrutture mediche, da una rampante corruzione sia da parte del governo che da parte delle agenzie in carica di distribuire gli aiuti; e da dottori provenienti da altri paesi che si coordinano con difficoltà coi governi locali. Il Programma delle Nazioni Unite per l'AIDS (UNAIDS) ha fatto diverse stime per la situazione in Africa fino al 2025. I risultati variano, andando da uno stallo nella crescita del numero delle morti e un eventuale declino, fino alla predizione di una crescita catastrofica del numero di morti con potenzialmente 90 milioni persone infette in Africa. In assenza della dieta, sanità e medicine (come per esempio medicine anti-retrovirali) che sono disponibili nei paesi industrializzati, molte persone infette col virus dell'HIV in Africa contrarranno l'AIDS. Ciò vuol dire che numerose persone saranno rese incapaci di lavorare e richiederanno notevole attenzione medica. Questo a sua volta potrebbe causare un collasso economico e sociale.
Un risultato dell'epidemia in tutti i paesi più colpiti è stato l'aumento di orfani, i quali sono costretti a vivere in orfanotrofi o, nell'ipotesi peggiore, per strada. Gli orfani senza genitori devono imparare a badare a sé stessi mentre allo stesso tempo devono provvedere cure mediche per i genitori rimasti in vita ma infetti dall'AIDS. Il risultato di questo ciclo è che spesso i bambini vengono deprivati di un'infanzia vera e propria e spesso di un'educazione, che a sua volta avrà un effetto avverso sulla loro auto stima. L'UNAIDS, l'Organizzazione Mondiale della Sanità e il Programma delle Nazioni Unite per lo Sviluppo hanno documentato una diminuzione nell'aspettativa di vita e nel Pil dei paesi africani con una diffusione del virus del 10% o più. In un articolo intitolato "Death Strikes A Continent" (La Morte Colpisce Un Continente), Johanna McGeary descrive la serietà del problema. McGeary spiega che i membri più giovani e forti della società sono i più colpiti dal virus: gli adulti muoiono e lasciandosi dietro bambini e anziani.
Non è possibile definire dei "gruppi a rischio" perché chiunque sia sessualmente attivo diventa automaticamente a rischio. Anche bambini piccoli vengono infettati dalle loro madri senza che esse lo sappiano. È difficile trovare anche solo una famiglia che non sia stata danneggiata dal virus. Molte persone non sanno come o quando hanno contratto il virus, molti non sanno di essere infetti, e molti che sanno non lo rivelano a nessuno e muoiono mentendo. (Time Magazine, Johanna McGeary 2001). Ci sono molti elementi nelle culture africane che scoraggiano la profilassi: "Anche quando una donna vuole proteggersi, solitamente non le è permesso: non è raro vedere uomini picchiare donne che rifiutano il sesso o che richiedono di usare un preservativo" (Time Magazine, Johanna McGeary 2001). Una minoranza di scienziati pensa che forse addirittura il 40% delle infezioni da HIV in adulti africani vengano contratte non attraverso rapporti sessuali ma attraverso pratiche mediche pericolose.. Secondo i dati dell'Organizzazione Mondiale della Sanità, 2.5% delle infezioni di HIV sono da riportarsi a pratiche mediche pericolose, mentre la stragrande maggioranza è attribuita a rapporti sessuali non protetti.

### L'impatto delle epidemie di AIDS
Le epidemie africane di HIV e AIDS hanno effetti importanti sulla società, sulle economie e sulla politica del continente. (Fonte: Tony Barnett and Alan Whiteside, "AIDS in the 21st Century: Disease and Globalization," (MacMillan Palgrave 2003)). L'impatto economico dell'AIDS si traduce in una crescita economica più lenta, una distorsione della spesa, la crescita degli aiuti umanitari provenienti dall'estero, e in un cambiamento della struttura demografica della popolazione. Ci sono anche sospetti che un calo nell'aspettativa di vita possa, a lungo termine, cambiare le ragioni dietro alle decisioni economiche della popolazione, contribuendo a un calo dei risparmi e dei tassi di investimento. Nonostante ciò molti di questi impatti rimangono possibili in teoria ma non presenti in pratica. Degli economisti in Sud Africa hanno sviluppato i modelli sofisticati usati per predire l'impatto delle epidemie, e Nicoli Nattrass in "The Moral Economy of AIDS in South Africa" (L'Economia Morale dell'AIDS in Sud Africa) stima che il governo del Sud Africa ha la possibilità di provvedere terapie antiretrovirali per tutti i suoi pazienti, senza ampliare il suo budget.
L'AIDS si è intersecata con secche, disoccupazione e altre fonti di stress per creare quello che viene definito da Alan Whiteside e Alex de Waal come "un nuovo tipo di carestia", caratterizzato dall'impossibilità da parte di famiglie povere e malate di AIDS di accumulare cibo in sufficienza durante periodi in cui il cibo scarseggia. Il risultato dell'impatto sociale dell'HIV/AIDS è evidente quando si considera la crisi continentale degli orfani. Circa 12 milioni di bambini nell'Africa subsahariana sono orfani perché come risultato dell'AIDS. La parentela dei bambini orfani solitamente si prende cura di loro, specialmente le nonne, anche se in spesso è difficile per i parenti fare fronte ai bisogni degli orfani. L'UNICEF e altre agenzie internazionali pensano che trovare una soluzione a questo crisi sia una priorità umanitaria.
I medici e il personale dell'assistenza sociale fanno particolare attenzione a non distinguere i bambini resi orfani dall'AIDS da altri bambini in bisogno di aiuto, principalmente perché temono questi bambini possano venire stigmatizzati. Per questo motivo si sta cercando di mettere in atto politiche e programmi sociali che renderanno possibile l'aiuto e la protezione di tutti gli orfani e bambini bisognosi. L'effetto che la crisi di HIV/AIDS ha avuto sulle scuole nell'Africa subsahariana è un ulteriore dimostrazione dell'impatto sociale negativo dell'epidemia. La Basic Education Coalition (Coalizione per l'Educazione Elementare) sottolinea l'importanza di investire nel settore dell'educazione, per riuscire a fermare l'AIDS. La BEC sostiene che l'educazione sia fondamentale per prevenire nuove infezioni, e che se non si ferma l'epidemia di AIDS adesso, l'AIDS metterà un fermo all'educazione.
Al momento l'alienazione degli studenti stigmatizzati da HIV/AIDS ha reso impossibile un'educazione incentrata sulla prevenzione disponibile a tutti. Questo fatto è specialmente vero per gli orfani: quando gli orfani perdono entrambi i genitori, 22% dei bambini si trovano esclusi dalle scuole, e forzati a vivere per strada. Il numero di insegnanti rispetto al numero di alunni è incredibilmente basso, e varia da un insegnante ogni 50 alunni, fino a scuole che hanno un solo insegnante per 120 alunni: per questo motivo molte scuole cercano di espellere studenti, anche illegalmente. Si è stimato che in Uganda, un terzo degli studenti è stato mandato a casa da scuola perché non potevano pagare la retta, o anche per il semplice fatto che non avevano le provviste scolastiche necessarie, o perché non avevano abbastanza soldi per comprare l'uniforme scolastica.
Lo stress addizionale che gli orfani di HIV/AIDS devono sopportare (lavorare strenuamente in casa, prendersi cura dei propri genitori, o essere l'unico della famiglia in grado di lavorare e guadagnare soldi) contribuisce in maniera significante a comportamenti che mettono a rischio la condotta scolastica (mancanza di concentrazione a scuola, compiti lasciati incompleti, scoppi di lacrime e rabbia, chiudersi in sé stessi): come risultato il 32% degli orfani in aree urbane e il 68% degli orfani in aree rurali non sono iscritti alla loro scuola locale. Nonostante questi fatti, sta diventando più comune che un bambino orfano perda meno giorni di scuola di un bambino non colpito direttamente dall'epidemia. La sensazione di "normalità" che la scuola dà ai bambini, in quanto costante nelle loro vite, insieme a asti gratuiti (un programma obbligatorio solo in Botswana), attira i bambini verso le scuole, anche quando l'ambiente scolastico non è sempre amichevole e accogliente.
L'impatto politico dell'epidemia non è stato studiato a fondo. C'è stata una molta preoccupazione che alti livelli di HIV tra soldati e leader politici possa portare al collasso di strutture statali essenziali e ad un conflitto. Laurie Garrett è pubblicamente associato a questa opinione. È anche chiaro che l'epidemia ha coinciso con l'arrivo della democrazia in gran parte dell'Africa, e che i governi e gli eserciti hanno imparato a sopportare gli effetti dell'epidemia.

## Misurare l'epidemia
Le misurazioni della diffusione dell'epidemia includono tutte le persone con HIV e AIDS, e ci danno una rappresentazione ritardata dell'epidemia aggregando le persone infette da HIV da molti anni. L'incidenza, invece, misura il numero di nuove infezioni, di solito nel periodo dell'anno precedente l'analisi. Non esiste un metodo pratico ed efficace per misurare l'incidenza nell'Africa subsahariana. La diffusione del virus in donne incinte dai 15 ai 24 anni, che frequentano cliniche prenatali viene talvolta usata come approssimazione. Le cliniche responsabili per la raccolta di questi dati sono raramente attive in aree rurali e inoltre i dati raccolti non tengono in considerazione le persone che ricorrono alla medicina alternativa. L'estrapolazione di dati di scala nazionale dalla diffusione del virus in cliniche prenatali è basata su assunzioni che possono rivelarsi non valide in certe regioni rendendo i dati in nostro possesso ancora più incerti.
Recentemente si è cercato di raccogliere dei dati più esatti attraverso questionari a livello nazionale e con rilevamenti effettuati casa per casa. Queste ricerche, che rilevarono dati da persone di entrambi i sessi, da aree urbane e rurali, hanno contribuito a refinire i livelli di diffusione per alcuni paesi sia in Africa che altrove. I risultati dei questionari non possono essere definiti perfetti: le persone intervistate possono scegliere di non partecipare nella raccolta di dati per esempio perché temono di essere siero-positive e non desiderano sapere i risultati dei propri test. I questionari effettuati casa per casa escludono la forza lavoro straniera, un gruppo ad alto rischio di contagio. Per tutte queste ragioni è possibile che esista una differenza significante tra i dati ufficiali e la diffusione reale di HIV in alcuni paesi.
Oltretutto, le terapie antiretrovirali riducono la quantità del virus presente nel sangue, quindi riducendo il rischio di trasmissione. I pazienti che incominciano una terapia per l'HIV devono solitamente continuarla per il resto delle loro vite, ma in aree dove i farmaci sono molto costosi molti pazienti sono costretti a interrompere la terapia. Il motivo principale per il costo dei farmaci antiretrovirali è il loro brevetto, che permette alle case farmaceutiche di rifarsi dei soldi spesi per la ricerca e di ottenere un profitto, da essere usato per lo sviluppo di nuovi farmaci. Organizzazioni internazionali di soccorso come Voluntary Service Overseas, Oxfam e Medici Senza Frontiere hanno posto il dubbio che i profitti generati dalla vendita di farmaci antiretrovirali non coincidano col costo della ricerca.
Farmaci generici con gli stessi effetti dei farmaci antiretrovirali brevettati vengono distribuiti dalle case farmaceutiche in India, Sudafrica, Brasile, Thailandia e in Cina. Questi farmaci possono essere distribuiti a prezzi bassi in paesi in via di sviluppo perché nel prezzo non è compresa la tariffa da pagare alle cause farmaceutiche proprietarie del brevetto. I farmaci generici e donazioni di farmaci da parte di alcune compagnie, hanno costretto i proprietari dei brevetti ad abbassare i prezzi dei farmaci sotto brevetto. I pazienti che hanno incominciato la terapia antiretrovirale devono sottostare test regolari per misurare la loro carica virale e il numero di cellule CD4 presenti. Per testare i pazienti occorre avere attrezzature mediche costose e una buona logistica. Questi costi aggiunti sono responsabili per l'alto prezzo della terapia antiretrovirale in alcuni paesi africani, alzando il costo da $140 per persona per anno (solamente il costo dei farmaci) a $800 per persona per anno.
Per molti africani, che si trovano a vivere al disotto della soglia di povertà di $2 al giorno, l'unica opzione è cercare di ottenere la terapia gratis attraverso il governo o agenzie di soccorso umanitario. L'Organizzazione Mondiale della Sanità ha incominciato un programma speciale chiamato "3 by 5" il cui scopo è di espandere il numero di africani facenti uso di terapie antiretrovirali fino ad almeno tre milioni entro la fine del 2005. Organizzazioni internazionali di aiuto umanitario hanno supportato una crescita nel numero di farmici generici in vendita nei paesi in via di sviluppo, in modo da avere un sistema stabile ed efficiente per supportare l'iniziativa "3 by 5". L'iniziativa americana creata per combattere la diffusione dell'AIDS, la PEPFAR (President's Emergency Plan for AIDS Relief), sta concentrando due terzi delle sue risorse in Africa, cercando di aiutare malati di AIDS.
A partire dal 2004 i costi della PEPFAR si sono innalzati da $2,2 miliardi a $3,3 miliardi nel 2006. Nel 2007 L'iniziativa ha richiesto un budget di $4 miliardi. Un'iniziativa italiana avviata nel 2002, il programma DREAM, mira a fornire gratuitamente test e counseling, terapia antiretrovirale, visite mediche, monitoraggio dei principali parametri di laboratorio, diagnosi precoce per i bambini.

## Analisi regionale

### Africa Orientale e Centrale
I paesi presi considerati appartenenti all'Africa orientale e centrale, in questo articolo sono l'Uganda, il Kenya, la Tanzania, la Repubblica Democratica del Congo, il Gabon, la Guinea Equatoriale, la Repubblica Centrafricana, il Ruanda, il Burundi, l'Eritrea e l'Etiopia. Nel 1982, l'Uganda fu il primo Stato nella regione a dichiarare la presenza di casi di HIV. Il Kenya fu il secondo nel 1984 e la Tanzania divenne il terzo Stato nel 1985.
| \| Stato \| Diffusione tra Adulti \| Totale HIV \| Morti nel 2003 \| \| -------- \| --------------------- \| ---------- \| -------------- \| \| Tanzania \| 8,8% \| 1.500.000 \| 160.000 \| \| Kenya \| 6,7% \| 1.100.000 \| 150.000 \| \| Congo \| 4,9% \| 80.000 \| 9.700 \| \| Etiopia \| 4,4%* \| 1.400.000 \| 120.000 \| \| Congo RD \| 4,2% \| 1.000.000 \| 100.000 \| \| Uganda \| 4,1% \| 450.000 \| 78.000 \| \| Eritrea \| 2,7% \| 55.000 \| 6.300 \| |                       |            |                |
| HIV in Africa Orientale e Centrale (Fonte: UNAIDS. URL consultato il 26 novembre 2017 (archiviato dall'url originale il 16 maggio 2008).) * Un'indagine del 2005 a cura dell'ente per le statistiche nazionali dell'Etiopia indica che la diffusione fra adulti di età tra i 15 e 49 anni era solamente 1,4%: 1,9% tra le donne e 0,9% tra gli uomini. |                       |            |                |
| Stato | Diffusione tra Adulti | Totale HIV | Morti nel 2003 |
| Tanzania | 8,8%                  | 1.500.000  | 160.000        |
| Kenya | 6,7%                  | 1.100.000  | 150.000        |
| Congo | 4,9%                  | 80.000     | 9.700          |
| Etiopia | 4,4%*                 | 1.400.000  | 120.000        |
| Congo RD | 4,2%                  | 1.000.000  | 100.000        |
| Uganda | 4,1%                  | 450.000    | 78.000         |
| Eritrea | 2,7%                  | 55.000     | 6.300          |

Alcune aree dell'Africa Orientale mostrano un netto calo nella diffusione delle infezioni di HIV. All'inizio degli anni novanta, il 13% dei residenti Ugandesi risultavano positivi al test per l'HIV; alla fine del 2003 il numero è calato del 4,1%. Sembra che questa tendenza si stia verificando anche in Kenya: la diffusione è calata dal 13,6% (1997-1998) al 9,4% (2002). Dati provenienti dall'Etiopia e il Burundi sembrano indicare lo stesso trend. La diffusione di HIV rimane comunque alta, ed è troppo presto per decidere se queste inversioni di tendenza saranno permanenti. Molti governi in questa regione hanno stabilito programmi educazionali sull'AIDS a partire dalla metà degli anni ottanta, insieme all'Organizzazione Mondiale della Sanità e ad organizzazioni non governative (NGO).
Questi programmi sono solitamente chiamati "L'ABC della prevenzione dell'HIV": una combinazione di astinenza (A), fedeltà al proprio partner (B - be faithful in inglese), e l'uso di condom (C). Sembra che queste campagne di educazione nazionale abbiano ottenuto i risultati sperati. in Uganda più del 99% della popolazione è consapevole dell'AIDS, e più di tre ugandesi su cinque sanno citare due o più metodi di prevenzione. I giovani stanno inoltre aspettando più a lungo prima di avere il loro primo rapporto sessuale. Non ci sono mezzi di diffusione di HIV al di fuori di quello umano. La diffusione dell'epidemia attraverso la regione è legata allo spostamento della popolazione in cerca di lavoro da aree rurali alle città, dove la diffusione di HIV è solitamente più alta.
Non è raro per i lavoratori di essere infettati con HIV in città e villaggi, e di diffondere il virus in zone rurale quando tornano a casa. Ci sono dimostrazioni pratiche di come ci sia una forte relazione tra la traiettoria di strade e ferrovie, e la direzione in cui il virus si diffonde. I camionisti sono venuti ad essere così considerati un gruppo ad alto rischio, dato che lunghi viaggi portano con sé alte probabilità di commettere atti ad alto rischio, come avere rapporti con prostitute. Le infezioni tra camionisti raggiungevano il 33% della categoria verso la fine degli anni ottanta in Uganda, Kenya e Tanzania.

### Africa Occidentale
I paesi presi considerati appartenenti all'Africa occidentale, in questo articolo sono la Mauritania, il Senegal, la Gambia, Capo Verde, la Guinea-Bissau, la Guinea, la Sierra Leone, la Liberia, la Costa d'Avorio, il Ghana, il Togo, il Benin, la Nigeria, il Mali, il Burkina Faso, il Niger e il Camerun.
| Stato          | Diffusione tra Adulti | Totale HIV | Morti nel 2005 |
| -------------- | --------------------- | ---------- | -------------- |
| Camerun        | 15,9%                 | 100.000    | 82.000         |
| Costa d'Avorio | 7,1%                  | 750.000    | 65.000         |
| Liberia        | 5,9%                  | 100.000    | 72.000         |
| Guinea-Bissau  | 3,8%                  | 32.000     | 2.700          |
| Togo           | 3,2%                  | 110.000    | 9.100          |
| Nigeria        | 2,5%                  | 3.600.000  | 310.000        |
| Gambia         | 2,4%                  | 20.000     | 1.300          |
| Ghana          | 2,3%                  | 320.000    | 29.000         |
| Burkina Faso   | 2,0%                  | 150.000    | 12.000         |
| Benin          | 1,8%                  | 87.000     | 9.600          |
| Mali           | 1,7%                  | 130.000    | 11.000         |
| Sierra Leone   | 1,6%                  | 48.000     | 4.600          |
| Guinea         | 1,5%                  | 85.000     | 7.100          |
| Niger          | 1,1%                  | 79.000     | 7.600          |
| Senegal        | 0,8%                  | 44.000     | 3.500          |
| Mauritania     | 0,7%                  | 12.000     | <1.000         |

Questa regione ha alti livelli di infezione di entrambi i ceppi di HIV, HIV-1 e HIV-2. L'epidemia di HIV in Africa occidentale iniziò nel 1985 con casi confermati di HIV in Costa d'Avorio, Benin e Mali. L'anno dopo i primi casi furono confermati in Nigeria, Burkina Faso, Ghana, Camerun, Senegal e Liberia. Nel 1987 l'epidemia si espanse fino a raggiungere la Sierra Leone, Togo e il Niger; la Mauritania nel 1988; la Gambia, la Guinea-Bissau e la Guinea nel 1989, e infine Capo Verde nel 1990. I paesi dell'Africa occidentale con la diffusione di HIV più bassa sono il Chad, il Niger, il Mali, la Mauritania, mentre la diffusione è tra le più alte in Burkina Faso, Costa d'Avorio e Nigeria.
La Nigeria è il paese con il maggior numero di persone infette da HIV, secondo solo al Sudafrica, anche se il tasso di infezione (il numero di pazienti relativo all'intera popolazione), basato su una stima della popolazione della Nigeria, è molto più basso di quello del Sud Africa: il tasso di infezione in Nigeria è attorno al 7%, mentre è vicino al 30% in Sud Africa. La maggior parte dei pazienti in questa regione deve la propria infezione alla prostituzione. Nella capitale del Ghana, Accra, per esempio, l'80% delle infezioni di HIV in uomini giovani sono state acquisite da prostitute. In Niger, la diffusione nazionale del virus tra adulti era solamente l'1% della popolazione, ma ciò nonostante ricerche condotte su prostitute in diverse regioni hanno riportato dati secondo cui il tasso dell'infezione sarebbe tra il 9 e il 38%.

### Africa Meridionale
Fino alla metà degli anni ottanta praticamente nessuno nell'Africa meridionale aveva sentito parlare di HIV e AIDS - oggi l'Africa meridionale è la regione più affetta dal virus a livello mondiale. Degli undici stati della regione - Angola, Namibia, Zambia, Zimbabwe, Botswana, Mozambico, Sudafrica, Lesotho, Swaziland e Madagascar - almeno sei stati hanno tassi di infezione stimati al di sopra del 20%. L'Angola ha il tasso di infezione più basso, al 5%. Ciò non è il risultato di una riuscita campagna nazionale contro l'AIDS, ma è da attribuirsi alla lunga guerra civile Angolana (1975-2002). In molte comunità africane, così come in altre comunità nel mondo, non è abitudine limitarsi ad un solo compagno. Oltre alle relazioni poligame, che sono prevalenti in alcune parti dell'Africa, si fa uso di pratiche che involvono rapporti sessuali con molti partner diversi.. La rete delle conoscenze sessuali tende ad essere particolarmente estesa soprattutto fra uomini, un fatto che è tacitamente accettato da molte comunità. Norme culturali e sociali spesso indicano che mentre le donne devono rimanere fedeli, gli uomini sono alle volte persino incoraggiati ad avere altre relazioni, senza riguardo per il loro stato civile. Altri elementi che contribuiscono alla diffusione di HIV/AIDS sono la disoccupazione, e le migrazioni della popolazione che si sposta per fare fronte a crisi o conflitti militari.
Ci sono alcune indicazioni che sembrano segnalare il numero delle infezioni sia in declino. Nel suo rapporto datato dicembre 2005, l'UNAIDS ha riportato che c'è stato un calo di infezioni nello Zimbabwe; nonostante ciò molte agenzie indipendenti non credono in questi dati provenienti da figure legate a Robert Mugabe; specialmente perché la diffusione delle infezioni è in crescita in tutti gli altri stati dell'Africa meridionale, forse con la sola eccezione del Botswana. Quasi il 30% delle persone indetta da HIV vive in un'area occupata solamente dal 2% della popolazione mondiale. La maggior parte delle infezioni di HIV in Africa meridionale sono del ceppo HIV-1, il ceppo più comune, che predomina ovunque con l'eccezione dell'Africa occidentale, dove c'è una maggioranza di HIV-2. Il primo caso di HIV fu riportato in Zimbabwe nel 1985.